# بییانوئبا د لا رینا
بییانُوئِبا دِ لا رِینا (به اسپانیایی: Villanueva de la Reina) یکی از دهستان‌های استان خائن در کشور اسپانیا است. این شهر با مساحت ۲۰۹ کیلومتر مربع، ۳۳۵۸ تن جمعیت دارد.